# Rebel Soul
| Recensione      | Giudizio |
| --------------- | -------- |
| All Music Guide |          |

Rebel Soul è il decimo album in studio del cantante statunitense Kid Rock ed è stato pubblicato nel 2012.
La traccia Detroit, Michigan è una cover di un brano di Ronnie Love con il testo in parte modificato, mentre Happy New Year è una cover di John Eddie.

## Tracce
1. Chickens in the Pen – 4:49
2. Let's Ride – 4:51
3. 3 Catt Boogie – 4:24
4. Detroit, Michigan – 3:56
5. Rebel Soul – 4:02
6. God Save Rock n Roll – 5:21
7. Happy New Year – 3:34
8. Celebrate – 4:01
9. The Mirror – 4:46
10. Mr. Rock n Roll – 6:37
11. Gucci Galore – 4:25
12. Redneck Paradise – 5:12
13. Cocaine and Gin – 4:15
14. Midnight Ferry – 5:18